# Bivoj (planetka)
(5797) Bivoj je planetka objevená 13. ledna 1980 na Kleti Antonínem Mrkosem. Pohybuje se především mezi oběžnými drahami Marsu a Jupitera.

## Popis
Jde o těleso těleso typu Amor. Epocha planetky je 27. dubna 2019 0:00:00 UTC. Její velká poloosa dráhy je 1,8938 AU, tedy asi 283 303 152 km. Excentricita je 0,4441. Největší přiblížení k Zemi nastane 27. února 2032, a to 0,56 AU a nejdále od ní bude 9. ledna 2036, a to 3,72 AU. Nejjasnější ze Země bude pravděpodobně 3. října 2031, a to 19,4 mag, naopak nejméně jasná ze Země bude nejspíše 5. března 2028, a to 24,3 mag.
Planetka byla pojmenována po legendárním hrdinovi Bivojovi na návrh Jany Tiché, Miloše Tichého a Zdeňka Moravce. Předběžné označení bylo 1980 AA.